# 马尔钦·莱万多夫斯基
马尔钦·莱万多夫斯基（波蘭語：Marcin Lewandowski，波蘭語發音：[ˈmart͡ɕin lɛvanˈdɔfski]；1987年6月13日—）生于西波美拉尼亚省什切青，是一名专攻800米赛跑和1500米赛跑的波兰中跑运动员。他的教练是他的哥哥托马斯。